# Минсин
Кинокомпания Минсин (кит. 明星影片公司, пиньинь Míngxīng yǐngpiàn gōngsī, палл. Минсин инпянь гунсы) — одна из крупнейших кинокомпаний Китая в 1920—1930-х годах. Действовала в Шанхае и Гонконге.
Кинокомпанию основали в 1922 году Чжан Шичуань, Чжэн Чжэнцю и Чжоу Цзяюнь. Сначала компания сосредоточилась на комических короткометражках (именно к этому жанру относится выпущенный ей в 1922 году самый старый из сохранившихся китайских фильмов — «Любовь рабочего»), однако потом переключилась на полнометражные фильмы и семейные драмы.
В начале 1930-х годов Минисин стала крупнейшей кинокомпанией Китая. К середине 1930-х годов она стала «клониться влево», что явилось отражением борьбы между Гоминьданом и КПК за влияние на кинопроизводителей (а через них — на настроения масс). Однако в 1934 году умер Чжэн Чжэнцю, а в 1937 году началась японо-китайская война, после чего кинокомпания Минсин закрылась навсегда.

## Фильмы кинокомпании Минсин, оставившие заметный след в истории
- «Любовь рабочего» (1922, реж. Чжан Шичуань)
- «Сожжение храма красного лотоса» (1928, реж. Чжан Шичуань)
- «Весенние шелкопряды» (1933, реж. Чэн Бугао)
- «Перекрёстки» (1937, реж. Шэнь Силин)
- «Уличный ангел» (1937, реж. Юань Мучжи)